# Adam Kiełbiński (lekarz)
Adam Kiełbiński (ur. 13 lipca 1894 w Zamościu, zm. 20 listopada 1975 w Warszawie) – polski lekarz chirurg, podpułkownik Wojska Polskiego.

## Życiorys
Urodził się 13 lipca 1894 w Zamościu, w rodzinie Józefa i Julii. Dziadek Adama - Antoni Kiełbiński był uczestnikiem powstania styczniowego. Adam posiadał czterech młodszych braci: Bolesława-Antoniego, Karola, Feliksa i Czesława. Cała piątka była wychowana w duchu patriotyzmu oraz kształcona w zdobywania wiedzy praktycznej. Adam ukończył gimnazjum męskie w Radomiu i po zdaniu matury w 1913 rozpoczął studia na Wydziale Lekarskim Uniwersytetu Jagiellońskiego.
W 1918 przerwał studia i 1 listopada wstąpił do Wojska Polskiego, początkowo pełniąc służbę jako szeregowy w nowo formowanym 35. Pułku Piechoty. W maju roku następnego dostał przydział, już jako podchorąży, na stanowisko p.o. lekarza w Szpitalu Polowym 202. Brał udział w wojnie polsko-bolszewickiej. Dnia 6 listopada 1919  został mianowany na stopień podporucznika. Za swoje osiągnięcia został trzykrotnie odznaczony Krzyżem Walecznych. 
W 1921 został przydzielony do Szpitala Okręgowego w Krakowie i jednocześnie był oddelegowany na Wydział Lekarski Uniwersytetu Jagiellońskiego celem ukończenia studiów medycznych. 1 października 1922 dostał przydział do 45. Pułku Piechoty w Równem na stanowisko młodszego lekarza. W dniu 5 lipca 1924 otrzymał dyplom doktora nauk lekarskich i w następnym miesiącu został awansowany do stopnia kapitana.
Przez 9 miesięcy 1926 był młodszym lekarzem 9. Pułku Piechoty Legionów w Zamościu. W 1927 objął obowiązki młodszego ordynatora oddziału chirurgicznego 3. Szpitala Okręgowego w Grodnie.
W latach 1930–1937 posiadał stanowisko ordynatora oddziału chirurgicznego Szpitala Obszaru Warownego Wilno. Z uwagi na bliską współpracę z Wydziałem Lekarskim Uniwersytetu Stefana Batorego Szpital ten cieszył się dużym uznaniem w Wojsku Polskim. Bezpośrednim przełożonym doktora Kiełbińskiego był ppłk Antoni Izydor Kiakszto. 
Dostał awans do stopnia majora ze starszeństwem z dnia 1 stycznia 1935. Pod koniec 1937 objął stanowisko starszego ordynatora oddziału chirurgicznego 3. Szpitala Okręgowego w Grodnie.
2 września 1939 przybył do Brześcia nad Bugiem i objął kierownictwo oddziału chirurgicznego Szpitala Etapowego. Tylko wielkiemu szczęściu zawdzięcza, że nie został aresztowany po 17 września przez przesłuchującego go majora NKWD. W styczniu 1940 zostaje aresztowany przez NKWD przy próbie przekroczenia granicy stref okupacyjnych. Więziony był w Chersoniu a następnie skazany na 5 lat zesłania na Syberię. Przebywał w Kotłasie oraz w rejonie Wołogdy. 
W połowie września 1941 został uwolniony z zesłania (dzięki wstawiennictwu byłej pacjentki, żony komendanta obozu), dostał przepustkę i udał się w rejon formowania Wojska Polskiego w ZSRR. Na początku 1942 została mu powierzona, przez władze wojskowe, cywilna funkcja Naczelnego Lekarza polskich placówek sanitarnych w Uzbekistanie i Tadżykistanie. W lipcu tego samego roku został mianowany komendantem Szpitala Epidemicznego 7. Dywizji Piechoty.
W styczniu 1944 trafił do południowej Italii i wraz z 3. Szpitalem Wojennym z Palagiano opatrywał rannych w czasie walk pod Monte Cassino.
Awansowany do stopnia podpułkownika, po wojnie razem z 3. Szpitalem Wojennym został umieszczony w Penley w Walii. Pracował tam do swojej emerytury w 1969 i wtedy postanowił wrócić do Polski. Zamieszkał w Warszawie.
Żonaty z Katarzyną z Wajlandów - pochodzącej z zamożnej rodziny podzamojskiej kolonistów Vaillandt, sprowadzonych przez ordynata Andrzeja Zamoyskiego do Sitańca w 1785 z Francji. Mieli troje dzieci: Marylę, Aldonę i Józefa Olgierda.
Adam Kiełbiński zmarł 20 listopada 1975 w Warszawie i pochowany został, razem ze swoją żoną, w grobie rodzinnym na cmentarzu Parafii Katedralnej Zmartwychwstania Pańskiego i Św. Tomasza w Zamościu (sektor VIII-1-1).

## Ordery i odznaczenia
- Krzyż Walecznych (trzykrotnie)
- Złoty Krzyż Zasługi (25 maja 1939)[3]
- Krzyż Pamiątkowy Monte Cassino
- Kawaler Orderu Gwiazdy Włoch (Włochy)